# Муленский собор
Собор Благовещения Пресвятой Девы Марии (фр. Cathédrale Notre-Dame-de-l'Annonciation) — кафедральный собор епархии Мулена.
На месте часовни конца X века, посвящённой изначально святому Петру, в конце эпохи средневековья была сооружена «коллегиальная церковь Бурбонов» — церковь Нотр-Дам. Наиболее старая часть существующего в наше время здания была построена в стиле пламенеющей готики и её первый камень был заложен в 1468 году Агнессой Бургундской, 61-летней вдовой бурбонского герцога Карла I и матерью герцога Жана II. Строительные работы были завершены в 1540 году.
Коллегиальная церковь получила статус кафедрального собора в 1823 году, после образования Муленской епархии. Первый епископ, Антуан де Ла Гранж де Понс, занимался расширением церкви, а его преемник, Пьер де Дрё-Брезе, смог завершить существенные строительные работы. Он удвоил площадь нефа, присоединил два придела и добавил гармоничный фасад с двумя стреловидными башнями высотой 81 метр каждая. Эти архитектурные добавления были выполнены в неоготическом стиле, имитирующем готику Иль-де-Франса XII века, под влиянием идеолога этого стиля Виолле-ле-Дюка.
Памятник, в стенах которого находится множество произведений искусства, освещается посредством витражных окон, изображающих герцогов де Бурбон, житие святой Екатерины, великомученицы святой Варвары и распятие Христа.
В наше время собор известен главным образом тем, что в нём находится знаменитый триптих «Богоматерь во Славе», выполненный примерно в 1500 году художником, которого долгое время не удавалось идентифицировать доподлинно, Муленским мастером. В наши дни доминирует версия, что им являлся нидерландский художник Жан Эй. В соборе помимо триптиха также достойны восхищения статуя чёрной мадонны XI столетия, а также скульптурная группа в стиле пламенеющей готики, представляющая библейский эпизод Оплакивания Христа. В сокровищнице кафедрального собора находится реликварий слоновой кости XVII века, триптих Обри (фр. triptyque d'Aubery) и триптих из Вифлеема, приписываемый кисти фламандца Йоса ван Клеве.
Собор был освящён 16 октября 1923 года, а в 1949 году церкви были присвоен титул малой базилики. В 1875 году церковь была классифицирована как национальный исторический памятник.

## История

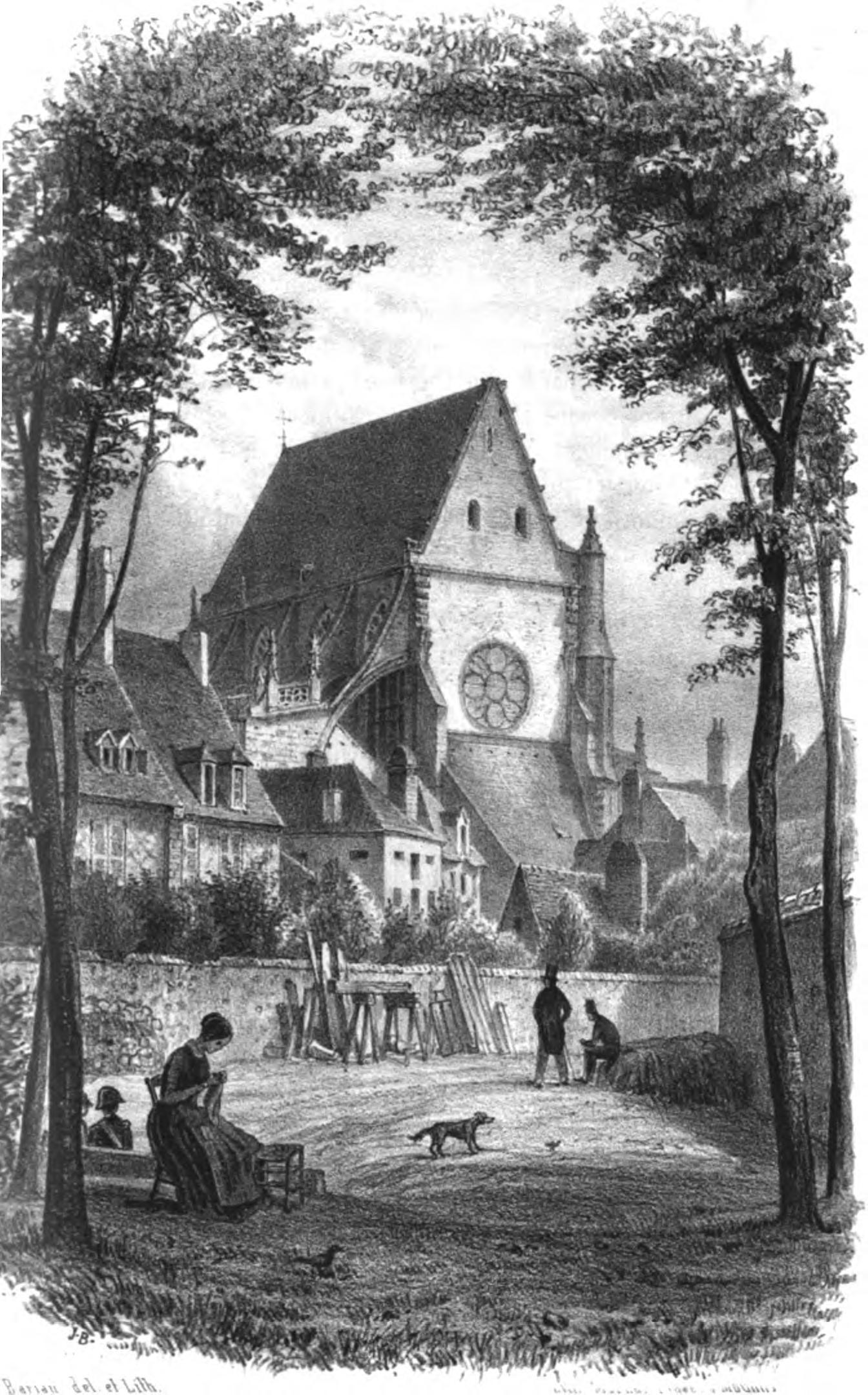
Церковь Нотр-Дам в 1850-е годы

В 990 году четыре монаха — Вьон, Ламбер, Берар и Гийом — передали приорству Сувиньи часовню, посвященную Святому Петру, находящуюся в Мулене. Запись об этом факте считается первым письменным упоминанием города Мулен.
В 1100 году часовня стала церковью, что косвенно указывает на прирост населения в Мулене. По всей видимости, церковь располагалась возле замка будущих герцогов де Бурбон.
В 1386 году епископ Невера устроил коллегиальный капитул, зависимый напрямую от Святого Престола, в часовне, посвящённой Благовещению Пресвятой Девы Марии.
На месте часовни конца X века на закате средневековой эпохи была сооружена «коллегиальная церковь Бурбонов».

Возведение наиболее старой части здания церкви, дошедшего до наших дней, выполненной в стиле пламенеющей готики, началось в 1468 году когда Агнесса Бургундская, вдова герцога бурбонского Карла I, заложила первый камень в здание церкви. Работы выполнялись, вероятнее всего, Жаном Понселе, прорабом, состоявшим на службе у герцога бурбонского Жана II. Строительные работы были приостановлены в 1508 году. Работы были возобновлены при герцоге Пьере II и его жене, герцогине Анне, дочери короля Людовика XI. Возведение хоров было завершено к 1540 году и, до лучших времён, их западный торец закрыли декорированным фронтоном с окном-розой, пологим сводом с пинаклями, что являлось фасадом здания вплоть до 1854 года. Эта часть здания в наше время является хорами кафедрального собора.
Мулен получил статус епархии в 1822 году. Первый епископ Мулена, Антуан де Ла Гранж де Понс, установивший свою епископскую кафедру здесь, в церкви Нотр-Дам, решил расширить здание церкви, размеры которого перестали соответствовать задачам. Его преемник, епископ Пьер де Дрё-Брезе предпринял масштабные строительные работы и завершил реконструкцию.
Кафедральный собор был освящён 16 октября 1923 года, а в 1949 году церковь получила титул малой базилики.

## Интерьер собора

### Чёрная мадонна Мулена

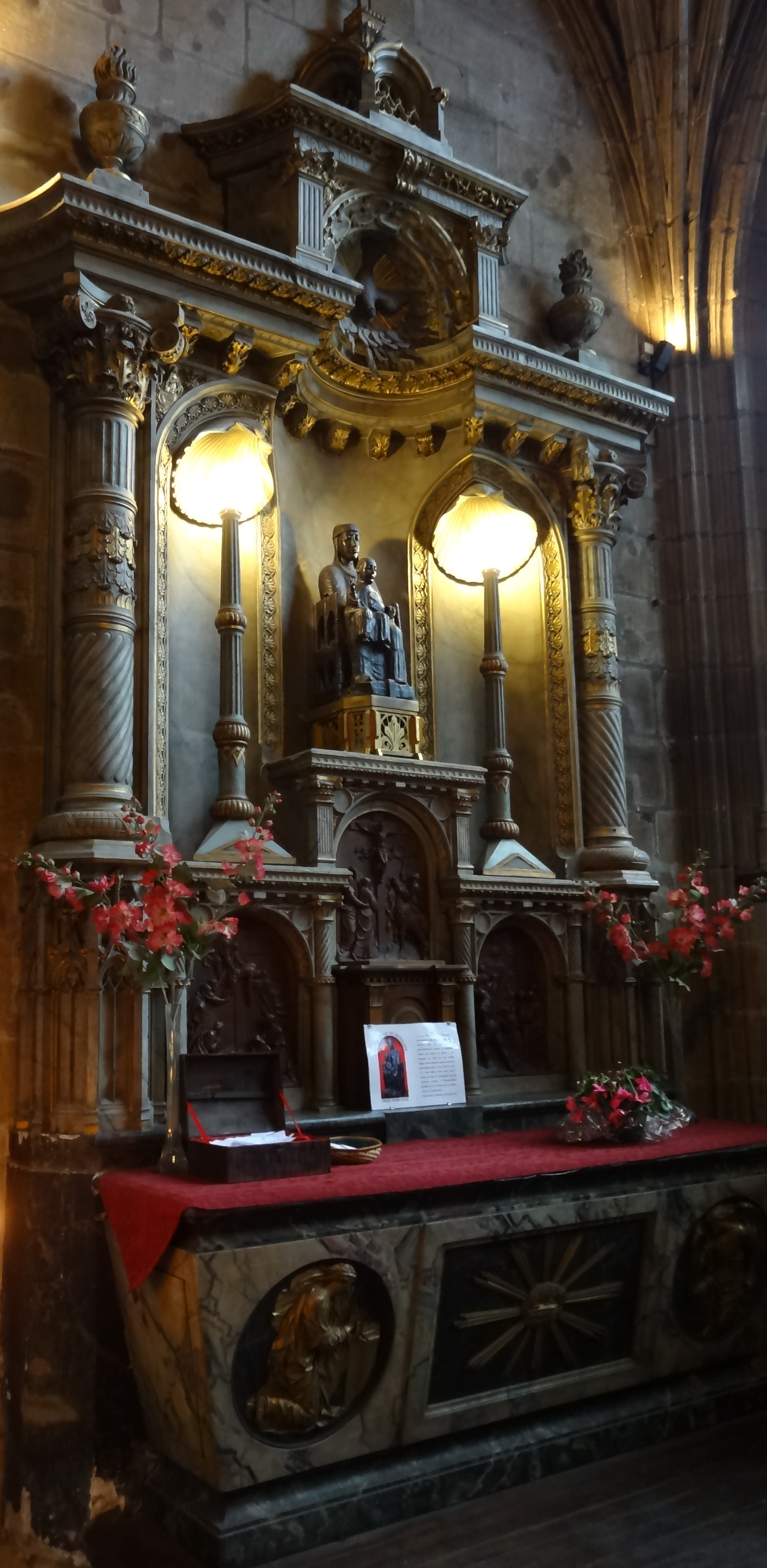
Чёрная мадонна Мулена над барельефом «Смерть Девы»

Статуя чёрной мадонны представляет восседающую на троне Деву Марию; в её левой руке виден остаток разбитой к нашему времени лилии; правой рукой она обнимает своего Сына, сидящего на коленях. В одной руке он удерживает евангелие у своей груди, другой рукой он благословляет. Эту статую привёз с собой из Святой земли сеньор де Бурбон и предложил её королю Людовику IX. Статуя Девы на престоле датируется XI веком; в XV веке она подверглась обработке по технике маруфляжа. В наше время она находится в часовне церкви, над примечательным барельефом крашеного дерева, представляющем «смерть Девы».
В муниципальном архиве Мулена сохранилась запись об удивительном чуде, когда статуя Девы Марии защитила Мулен от пожара 21 ноября 1655 года.
Статуя была увенчана короной 22 мая 1910 года.

### Триптих Муленского мастера
Истинным сокровищем кафедрального собора является знаменитый триптих «Богоматерь во Славе» (примерно 1501 год) работы «Муленского мастера», хранящийся в сакристии капитула. Личность мастера долгое время оставалась неустановленной, и сейчас согласно преобладающей версии им был Жан Эй.
Триптих был выполнен по заказу герцога Пьера II и его супруги Анны Французской для коллегиальной церкви Мулена или, по мнению других искусствоведов, для личной часовни герцогов. Центральная секция триптиха представляет Деву Марию, а на двух других секциях изображены донаторы, стоящие на коленях в присутствии своих святых покровителей, а также своей дочери Сюзанны де Бурбон: рядом с бурбонским герцогом Пьером II изображён святой Пётр, а рядом с Анной Французской и её дочерью — святая Анна. Наружную поверхность триптиха украшает трактовка Благовещения Пресвятой Девы Марии, а также гризайль.
Дева Мария представлена восседающей на троне, а на её коленях находится младенец Иисус. Её окружают 14 ангелов, распределённых по обеим сторонам.

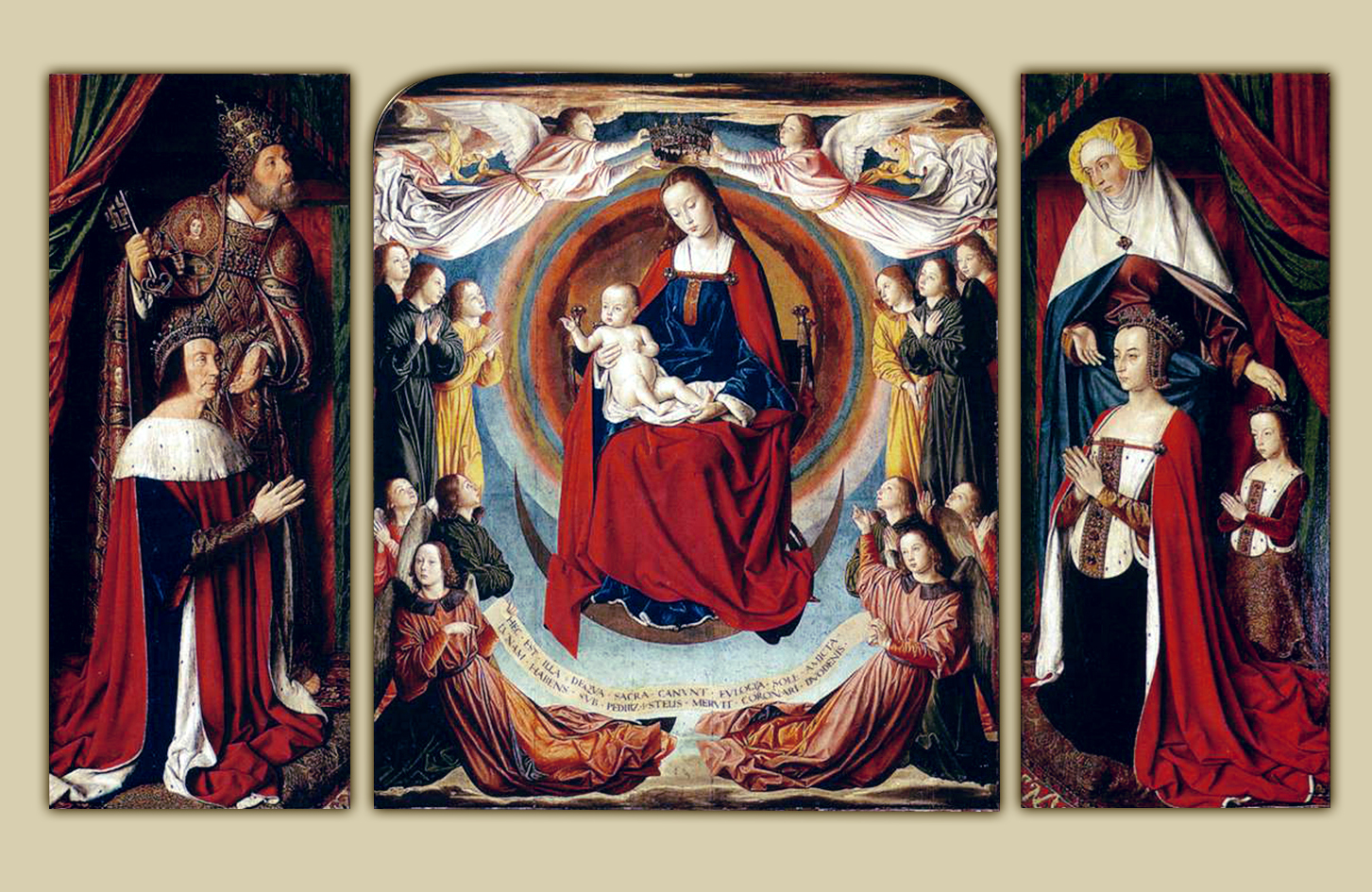
Муленский триптих «Богоматерь во Славе»

Два ангела поддерживают корону над головой Марии, шесть — смотрят на неё с благоговением, а два других, в нижней части панели, держат речевой свиток: один ангел пальцем указывает на свиток, а второй — на Марию, говоря что данный текст относится к ней. Надпись на латинице напоминает нам главную роль Девы Марии в католической вере: «Hæc est illa de qua sacra canunt eulogia, sole amicta, Lunam habens sub pedis, Stellis meruit coronare duodecim».
В центре концентрических кругов, видимых позади Марии, находится солнце, освещающее божественность её предназначения. Изображённая парящей в воздухе, её ноги покоятся на месяце. Роскошная корона, которой два ангела готовы увенчать Марию, усыпана двенадцатью звёздами (на картине видны только семь, а другие пять скрывает перспектива).
Дева Мария облачена не в привычное в иконографии синее одеяние, а в тягостную красную мантию, символизирующую Страсти Христовы, подобно Девам работы Ханса Мемлинга и Яна ван Эйка. Это обстоятельство свидетельствует о влиянии фламандских мастеров на работу «Муленского мастера». Её голова смиренно опущена, на лице печать глубокой отрешённости, тогда как младенец Иисус обратил свой взор в мир, благословляя правой рукой, чем подчёркивается то, что он уже понимает свою духовную миссию.
На боковых секциях изображены донаторы вместе с их святыми покровителями и своей единственной наследницей, Сюзанной, чьё лицо показано весьма неприветливым. На лицах герцогского семейства видна сосредоточенность, контрастирующая с выражением святого Петра и святой Анны, что может свидетельствовать о благосклонном отношении Девы Марии.

### Оплакивание Христа

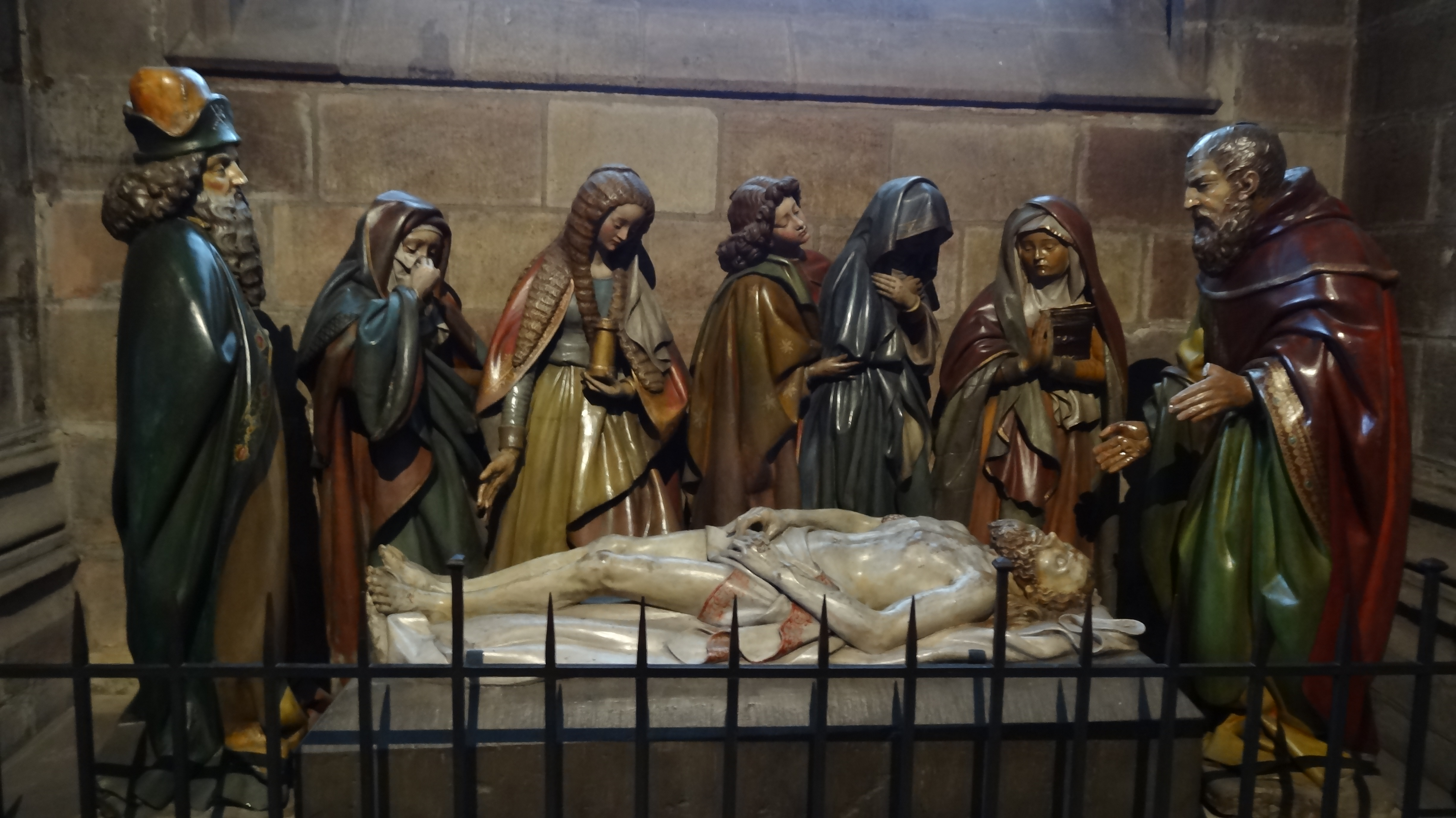
Оплакивание Христа

Склеп, расположенный под главным алтарём собора, в настоящее время служит местом погребения епископов Мулена. Однако в этом склепе также находятся могилы первой и второй жён герцога Жана II, Жанны Французской (скончалась в 1482 году) и Екатерины д'Арманьяк (скончалась в 1487 году), а также захоронены сердца бурбонских герцогов Жана II и Пьера II.
Скульптурная группа в стиле пламенеющей готики «Оплакивание Христа» изначально была пристроена к главному алтарю, заменив собой первоначальный надгробный памятник, разрушенный революционерами в 1793 году. По документам установить происхождение этой группы невозможно, однако предположительно её перевезли сюда из старой церкви ордена кармелитов в Мулене. В наше время скульптурная группа помещена в боковую часовню собора.
Эта скульптурная композиция значительно отличается от часто встречающихся групп «Положение во гроб». Здесь изображена процессия персонажей, проходящая перед умершим Христом, тело которого расположено головой направо. Композиция образована из восьми персонажей: лежащий Христос, его мать Богородица, которую поддерживает апостол Иоанн, святая дева, держащая Евангелие, Мария Магдалина с чашей эфирного масла в руках, утирающая слёзы Мария Клеопова, Никодим (в ногах) и другой ученик Иисуса, Иосиф Аримафейский. Объёмистые одеяния персонажей, кое-где даже подбитые мехом и траурные костюмы косвенно свидетельствуют о бургиньонском следе в этом шедевре. Характерным признаком бурбонского искусства являются бороздки, продолжающие внешние углы глаз персонажей.